# 58 Конкордија
58 Конкордија (лат. 58 Concordia) је астероид главног астероидног појаса са пречником од приближно 93,43 km.
Афел астероида је на удаљености од 2,819 астрономских јединица (АЈ) од Сунца, а перихел на 2,579 АЈ.
Ексцентрицитет орбите износи 0,044, инклинација (нагиб) орбите у односу на раван еклиптике 5,060 степени, а орбитални период износи 1620,081 дана (4,435 године).
Апсолутна магнитуда астероида је 8,86 а геометријски албедо 0,057.
Астероид је откривен 24. марта 1860. године.